# North Electric
North Electric Co., Ohio, var ett amerikanskt företag för tillverkning av teleutrustning. Företaget delägdes under en viss tid av LM Ericsson. 

## Historia
År 1884 startade Charles N. North och George W. Drumheller en butik i Cleveland för reparation av telefonapparater och växelbord. Verksamheten utökades med tillverkning av telefonutrustning och företaget North Electric bildades.

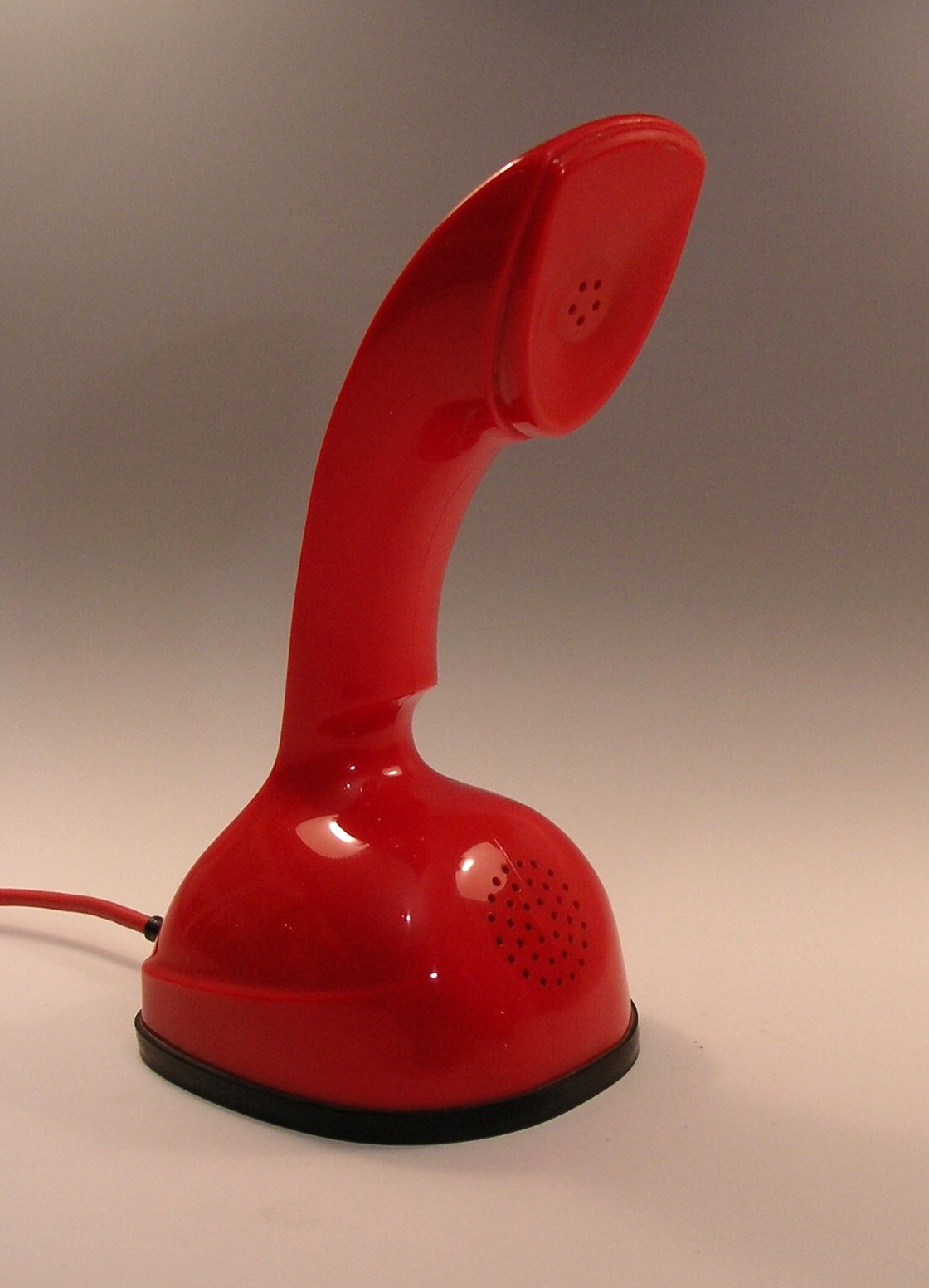
Ericofon

Med tiden blev företaget en ledande leverantör av telefonapparater och telefonväxlar till de (av Bell System) oberoende telefonoperatörerna i USA.
År 1951 köpte LM Ericsson 60% av aktierna i North Electric med ambitionen att få tillgång till den nordamerikanska marknaden. Företaget tillverkade bl.a. Ericofonen, på licens, för nordamerikanska kunder och genom företaget tillverkades och såldes det av LM Ericsson utvecklade elektroniska telekommunikationssystemet 412L till det amerikanska flygvapnet.
Under åren 1965-1966 köpte bolaget United Utilities LM Ericssons aktier i North Electric. Samarbetet med  LM Ericsson fortsatte emellertid, bl.a. tillverkade North Electric telefonväxeln ETS4 (Electric Toll Switch 4-wire), en variant baserad på LM Ericssons datorstyrda växel  AKE 13.
År 1972 såldes företaget till ITT, och 1987 vidare till Alcatel när ITT:s telekomdel avyttrades. En 100-årig telekomverksamhet var därmed slut.

## Webbkällor
- The History of Ericsson